# جان بيار بلان
جان بيار بلان (بالفرنسية: Jean-Pierre Blanc)‏ هو كاتب سيناريو ومخرج فرنسي، ولد في 23 أبريل 1942 في شارنتون لو بونت في فرنسا، وتوفي في 21 مايو 2004 في سان كلو في فرنسا بسبب سرطان.

## وصلات خارجية
- جان بيار بلان على موقع IMDb (الإنجليزية)
- جان بيار بلان على موقع ألو سيني (الفرنسية)
- جان بيار بلان على موقع أول موفي (الإنجليزية)
- جان بيار بلان على موقع قاعدة بيانات الأفلام السويدية (السويدية)
- جان بيار بلان على موقع قاعدة بيانات الفيلم (الإنجليزية)
- جان بيار بلان على موقع كينوبويسك (الروسية)